# 解放路 (广州)

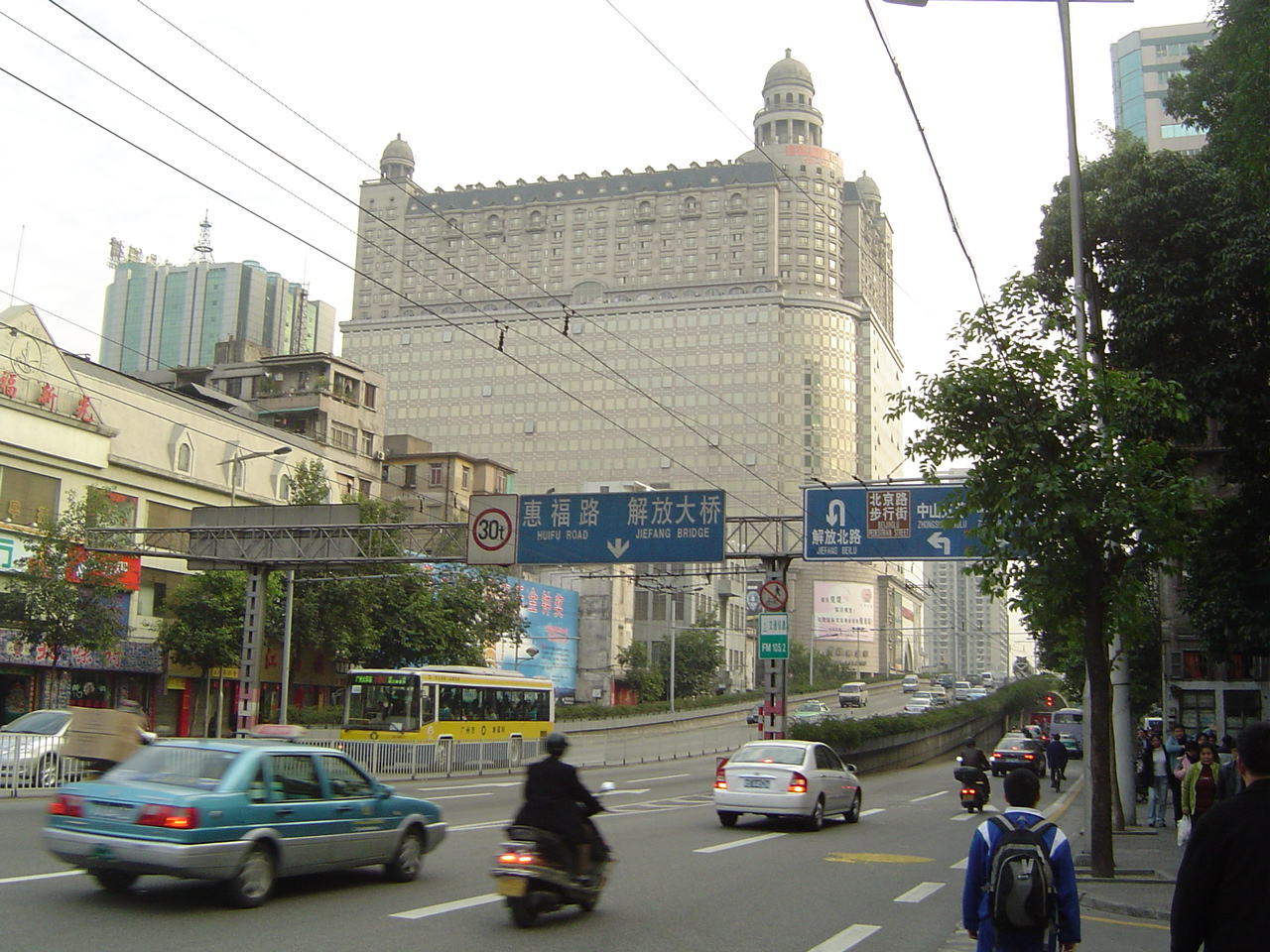
解放北路

解放路位於中華人民共和國廣東省广州市越秀區、白云区，是一条南北向主要道路，南北向分为解放南路、解放中路及解放北路，南起沿江西路/解放大橋（接同福中路及同福東路），北接机场路，全长约5公里。

## 歷史
- 清朝末年時的小市街
- 中華民國年間的四牌樓

在明清时代已经是广州的重要道路。南段称小市街，中段称歸德門直街（俗稱四牌楼），北段盘福路以南称大北門直街，盘福路以北为城外小路。
為改善交通，民國十八年（1929年）廣州拆城牆建馬路，小市街擴建成中華南路，歸德門直街擴建為中華中路，大北門直街擴建為中華北路。其中中華中路五座牌坊在道路擴建後依然立於馬路中間，牌坊的3個石門的寬度不等，中間一個較寬，可通過當時的中型汽車，兩邊的小門則可過人力車（黃包車）。
至民國三十六年（1947年），廣州市內汽車增加，不時發生有汽車撞擦牌坊的事故，市政府便作出遷移的決定，由廣州工務局花費巨資制定搬遷計劃。最後奕世台光牌坊和戊辰進士牌坊分別移到漢民公園（後曾被改為兒童公園，現南越國宮署遺址）的南門和西門。盛世直臣牌坊及承恩五代牌坊，移至中山紀念堂北面觀音山（越秀山）百步梯入口石級處。乙丑進士牌坊移至康樂園的嶺南大學（今中山大學）。四牌樓移出中華路後，馬路旁的巷子遺留「四牌樓街」這個名字。
1949年10月14日，解放軍进入廣州。為了紀念這一歷史事件，1951年八一建軍節的時候，廣州市人民政府決定將解放軍首先進入廣州城的原中華（北、中、南）路更名為解放（北、中、南）路。中共建政後，五座牌坊均被毀，其中只有乙丑進士牌坊在1999年獲得香港嶺南大學校友修復。
1994年，廣州市當局決定對解放路進行拓闊，在未公開徵詢公眾對路上眾多騎樓歷史建築意見的情況下，將全部騎樓清拆，造成不可挽回的城市肌理破壞。而與路面平行的四牌樓街，也連同四牌樓一起成為歷史。
2014年10月25日，为缓解解放北路跨东风路高架桥拥堵，广州市交委试行可变车道交通控制，由现在双向三车道，划分为北行2条车道，南行1条车道，预计从11月1日起正式运行。
为配合纪念堂站24号线部分施工，计划拆除解放桥高架桥6个跨孔，另建设同样3车道宽的钢结构便桥衔接，以方便车站明挖施工，车站建成后会复建高架桥和拆除便桥，整个期间预计需要50个月。

## 主要道路交匯
顺序由南至北排列，粗体字为主干道。
- 沿江西路、長堤大馬路
- 解放大桥
- 一德路
- 大新路
- 大德路
- 惠福西路
- 中山五路、中山六路
- 府前路
- 百灵路
- 东风中路
- 应元路
- 盘福路
- 镇海路
- 流花路
- 环市西路、环市中路
- 三元里大道、机场路

其中，由沿江西路交界至大德路稱爲解放南路；大德路交界至中山路口段稱爲解放中路；中山路口至机场路交界稱爲解放北路。

## 鄰近建築（由南向北）
- 解放大橋
- 萬菱廣場
- 回民小學
- 陶街電器市場
- 中旅商業城
- 公園前地鐵站
- 新寳利大廈
- 廣東迎賓館
- 府前大廈
- 大北堂
- 交易廣場
- 紀念堂地鐵站
- 西漢南越王墓
- 中國大酒店
- 錦漢展覽中心
- 越秀公園地鐵站
- 越秀公園正門
- 廣州蘭圃
- 大北立交

## 交通
- 广州地铁1号线公園前站
- 广州地铁2号线越秀公園站、紀念堂站、公園前站、海珠廣場站
- 广州地铁6号线海珠廣場站

均在鄰近解放路位置設有出口。